# Roxie Hart
Roxie Hart ist eine US-amerikanische Filmkomödie von William A. Wellman aus dem Jahr 1942 mit Ginger Rogers in der Titelrolle. Es handelt sich um eine Neuverfilmung des von Cecil B. DeMille produzierten Stummfilms Chicago (1927), der auf dem gleichnamigen Theaterstück von Maurine Dallas Watkins beruht. 1975 adaptierte Bob Fosse den Stoff auch als Musical, das wiederum im Jahr 2002 ebenfalls unter dem Titel Chicago auf die Leinwand gebracht wurde.

## Handlung
Chicago 1942: Der Reporter Homer Howard und sein neuer Kollege Stuart Chapman sollen über einen Mord berichten. Gemeinsam gehen sie in eine Bar und genehmigen sich einen Drink. Dabei erzählt der erfahrene Homer von einem Fall aus dem Jahr 1927:
Der Theateragent Fred Casely wird von der Polizei tot im Apartment des Ehepaars Amos und Roxie Hart aufgefunden. Während die Polizeibeamten Amos befragen, gelangt der Reporter Jake Callahan in Roxies Schlafzimmer. Als Roxie, ein bisher wenig erfolgreiches Showgirl, über die Feuerleiter den Raum betritt, beginnt sie – erbost über das Eindringen in ihre Privatsphäre –, auf Callahan einzuschlagen. Auf der Suche nach einer großen Story macht er Roxy zusammen mit dem Partner des Mordopfers, E. Clay Benham, einen Vorschlag. Roxie soll sich als Mörderin ausgeben und mit den entsprechenden Schlagzeilen ganz groß rauskommen. Er versichert ihr, dass eine hübsche Frau wie sie in Chicago niemals verurteilt werde. Auf eine große Karriere hoffend, lässt sich Roxie auf den Vorschlag ein und posiert bei ihrer Verhaftung für die Fotografen. Insgeheim weiß sie jedoch, dass ihr Mann Amos Casely auf dem Gewissen hat. Amos hatte nicht gewusst, dass Casely Roxies Agent ist, und ihn für einen Einbrecher gehalten.
Im Gefängnis richtet sich Roxie behaglich ein und empfängt regelmäßig Reporter, unter denen sich auch der junge Homer befindet. Wie geplant überschlagen sich die Zeitungen mit Artikeln über Roxies Fall. Roxies gewiefter Anwalt Billy Flynn rät ihr derweil, auf Notwehr zu plädieren und sich als Unschuld vom Lande auszugeben. Für ihre Aussage im Zeugenstand lässt er sie einen vorgefertigten Text einstudieren. Vor Gericht soll Roxie zudem immer wieder ihr Showtalent zum Einsatz bringen, um den Reportern etwas zu bieten. Homer ist von Roxie sofort fasziniert und erfährt schließlich, dass nicht Roxie, sondern Amos den Mord begangen hat.
Ein paar Wochen später wird Roxie von der schießwütigen Diebin „Two-Gun“ Gertie Baxter von den Titelseiten verdrängt. Besorgt, dass sie doch nicht freigesprochen wird, gibt Roxie vor, schwanger zu sein. Die Presse reagiert sofort und berichtet ausführlich über ihre angebliche Schwangerschaft. Um in der Bevölkerung noch mehr Sympathie für Roxie hervorzurufen, bringt Flynn Amos dazu, sich von Roxie scheiden zu lassen. Roxie gerät jedoch im Verlauf des Prozesses immer mehr unter Druck. Flynns theatralische Verteidigung und nicht zuletzt Roxies wohlgeformte Beine können schließlich die Jury überzeugen, sie freizusprechen. Kurz nach der Urteilsverkündung versucht Amos, seiner Verhaftung zu entgehen, wird jedoch noch im Gerichtsgebäude von Polizeibeamten aufgehalten. Die Presse stürzt sich umgehend auf ihn, während Roxie im Gerichtssaal zurückbleibt. Homer hofft auf eine gemeinsame Zukunft mit Roxie, doch auch der gut situierte Sprecher der Jury namens O’Malley hat ein Auge auf Roxie geworfen.  
Homer beendet schließlich seine Erzählung und verrät Stuart, dass es O’Malley ist, der sie als Barmann gerade bedient. Dieser hat sein gesamtes Vermögen beim Börsenkrach von 1929 verloren. Homer lässt sich daraufhin von seiner Frau Roxie und den gemeinsamen sechs Kindern abholen. Laut Roxie sei ein siebentes Kind bereits unterwegs.

## Hintergrund
Anfang 1941 war zunächst Columbia Pictures daran interessiert, Maurine Dallas Watkins’ Broadway-Erfolg Chicago nach einer Stummfilmversion von 1927 erneut zu verfilmen. Das für die US-amerikanische Filmzensur, den Production Code, zuständige Hays Office wies die Produzenten des Studios jedoch darauf hin, dass die Figuren, allen voran Roxie Hart, und die Darstellung der US-Justiz nicht mit den Zensurvorgaben konform seien. 20th Century Fox erwarb daraufhin die Filmrechte an Watkins’ Stück. Die danach entstandene erste Drehbuchversion wurde jedoch ebenfalls von der Zensurbehörde abgelehnt. Die Rolle der Roxie Hart sei als tatsächliche Mörderin zu sehr glorifiziert und Mord als schwerwiegender Delikt zu sehr verharmlost worden. 20th Century Fox ließ daher das Drehbuch umschreiben, sodass Roxie den Mord nicht wirklich begeht und der Publicity wegen ein falsches Geständnis ablegt. Ginger Rogers wurde daraufhin für die Titelrolle von RKO Pictures ausgeliehen.
Die Dreharbeiten erstreckten sich von Ende Oktober bis Anfang Dezember 1941. Für die Filmbauten waren Richard Day und Wiard Ihnen zuständig. Um die Ausstattung kümmerte sich Thomas Little, Gwen Wakeling entwarf die Kostüme. Anfang Januar 1942 erfolgte ein Nachdreh von zusätzlichen Szenen, nachdem Drehbuchautor und Produzent Nunnally Johnson einen Rohschnitt des bereits gedrehten Materials gesehen hatte und unzufrieden mit dem Ende gewesen war. Wie der Film ursprünglich enden sollte, ist nicht überliefert.
Die Premiere von Roxie Hart fand am 20. Februar 1942 in New York statt. Ursprünglich sollte der Film wie die Vorlage und weitere Adaptionen unter dem Titel Chicago veröffentlicht werden, auch der Titel Chicago Gal wurde letztlich zugunsten von Roxie Hart verworfen. In Deutschland wurde der Film erstmals am 8. Februar 1976 von der ARD im Fernsehen gezeigt.

## Kritiken
„Pointierte Komödie […] [v]oll satirischer Seitenhiebe auf Justiz und Sensationspresse im Chicago des Jahres 1927“, befand das Lexikon des internationalen Films. Variety kam zu dem Schluss, dass sich Ginger Rogers zwar gut als „toughes Mädchen“ mache, „das von der plötzlichen Aufmerksamkeit geblendet wird“, sie jedoch hin und wieder in ihrer Darstellung übertreibe. Menjou sei hingegen „hervorragend als theatralischer und gerissener Strafverteidiger“.

## Deutsche Fassung
Die deutsche Synchronfassung entstand 1976 bei der Beta-Technik Gesellschaft für Filmbearbeitung in München. Für das Dialogbuch und die Dialogregie war Lothar Michael Schmitt zuständig.
| Rolle         | Darsteller        | Synchronsprecher |
| ------------- | ----------------- | ---------------- |
| Roxie Hart    | Ginger Rogers     | Maddalena Kerrh  |
| Billy Flynn   | Adolphe Menjou    | Klaus Miedel     |
| Homer Howard  | George Montgomery | Christian Wolff  |
| Jake Callahan | Lynne Overman     | Harald Leipnitz  |
| Amos Hart     | George Chandler   | Erich Ebert      |